# Moià
Moià este o localitate în Spania în comunitatea Catalonia în provincia Barcelona. În 2006 avea o populație de 5.399 locuitori. Este situat in comarca Bages.
1. ↑  Nomenclátor Geográfico de Municipios y Entidades de Población (20240402 edition)
2. ↑   https://www.naciodigital.cat/manresa/noticia/109873/dionis-guiteras-eleccions-municipals-moia-2023-ara-moia Lipsește sau este vid: |title= (ajutor)
3. 1 2   http://www.idescat.cat/pub/?id=aec&n=925&t=2016 Lipsește sau este vid: |title= (ajutor)